# Dusona libertatis
Dusona libertatis là một loài tò vò trong họ Ichneumonidae.